# Pont-sur-Vanne
Pont-sur-Vanne ist eine französische Gemeinde mit 205 Einwohnern (Stand 1. Januar 2022) im Département Yonne in der Region Bourgogne-Franche-Comté (vor 2016 Burgund). Sie ist Teil des Kantons Brienon-sur-Armançon (bis 2015: Kanton Villeneuve-l’Archevêque). Die Einwohner werden Vannipontains genannt.

## Geografie
Pont-sur-Vanne liegt etwa 14 Kilometer ostsüdöstlich von Sens und etwa 55 Kilometer westlich von Troyes. Umgeben wird Pont-sur-Vanne von den Nachbargemeinden Fontaine-la-Gaillarde im Norden und Nordwesten, Les Clérimois im Norden und Nordosten, Les Vallées de la Vanne im Süden und Osten sowie Villiers-Louis im Westen.

## Bevölkerungsentwicklung
| Jahr                       | 1962 | 1968 | 1975 | 1982 | 1990 | 1999 | 2006 | 2013 |
| Einwohner                  | 175  | 162  | 142  | 127  | 137  | 184  | 195  | 190  |
| Quellen: Cassini und INSEE |      |      |      |      |      |      |      |      |

## Sehenswürdigkeiten

Kirche Notre-Dame

- Kirche Notre-Dame
- Aquädukt über die Vanne